# Biscutel·la
Biscutel·la (Biscutella) és un gènere de plantes de l'ordre de les brassicals.

## Particularitats
Generalment les plantes d'aquest gènere tenen les flors de color groc clar.
El fruit està format per dues meitats planes i arrodonides, de manera que el conjunt recorda unes petites ulleres o ulls. D'ací el nom popular de "llunetes", "ulleretes", "herba de les ulleres" o, des de força temps més antics, el nom d'"herba de Santa Llúcia" que reben algunes espècies. Són molt comunes a les zones muntanyenques del País Valencià i també a les Illes Balears.

## Taxonomia
A la vegetació dels Països Catalans són autòctones les següents espècies:
- Biscutella laevigata - Herba de les llunetes (comuna) amb moltes formes.
- Biscutella auriculata - Llunetes de sembrat
- Biscutella cichorifolia - Llunetes de muntanya

### Altres espècies
| - Biscutella atropurpurea - llunetes roges - Biscutella auriculata - llunetes de sembrat - Biscutella baetica - Biscutella bilbitana - Biscutella calduchii - herba de llunetes - Biscutella carolipauana - herba de Santa Llúcia - Biscutella cichoriifolia - llunetes de muntanya - Biscutella conquensis - llunetes de fulla pilosa - Biscutella dufourii - Biscutella ebusitana - llunetes de les Pitiüses - Biscutella fontqueri - fulla de forqueta, llunetes | - Biscutella frutescens - Biscutella glacialis - Biscutella hozensis - Biscutella laevigata - herba de les llunetes comuna - Biscutella lyrata - Biscutella rotgesii - Biscutella segurae - Biscutella sempervirens - llunetes de muntanya - Biscutella turolensis - llunetes de Terol - Biscutella valentina - llunetes valencianes - Biscutella vicentina |